# Laize-la-Ville

Laize-la-Ville este o comună în departamentul Calvados, Franța. În 1 ianuarie 2018 avea o populație de 825 de locuitori.